# Eurytenes tutus
Eurytenes tutus är en stekelart som först beskrevs av Fischer 1977.  Eurytenes tutus ingår i släktet Eurytenes och familjen bracksteklar. Inga underarter finns listade i Catalogue of Life.